# ジェームズ・アレグザンダー (初代カリドン伯爵)
初代カリドン伯爵ジェームズ・アレグザンダー（英語: James Alexander, 1st Earl of Caledon、1730年 – 1802年3月22日）は、アイルランド王国の政治家、貴族。ネイボッブ（インド成金）でトーリー党に属し、1800年合同法を強く支持した。

## 生涯
ナサニエル・アレグザンダー（Nathaniel Alexander）と妻エリザベス（ウィリアム・マクリントックの娘）の息子として、1730年に生まれた。1752年にマドラス・セント・ジョージ要塞に着き、以降1754年と1757年に名誉職のマドラス保安官を務めるなど官職に就き、1763年に一時帰国した。1766年に今度はカルカッタのウィリアム要塞に向かい、やはり多くの官職を歴任して財を成した。1772年に帰国した。
帰国時点の財産は15万、36万、53万ポンドと多くの概算があり、実数ははっきりしないが、いずれにせよ巨額であった。1775年よりアルスター地方でロンドンデリー県ブーム・ホール、ドニゴール県モヴィル、アントリム県バリーカースルの近隣など多くの領地を購入、1776年には96,400ポンドで第7代コーク伯爵エドマンド・ボイルからティロン県カリドンの領地を購入した。このほか、ダウン県のニュータウナーズ選挙区を掌握し、連合王国議会の成立（1801年）とともにニュータウナーズ選挙区が廃止されたときは補償として15,000ポンドを受け取った。アレグザンダー自身は1775年から1790年までロンドンデリー・シティ選挙区の代表としてアイルランド庶民院議員を務め、1780年にティロン県長官を、1781年にアーマー県長官を務めた。
1790年6月6日、アイルランド貴族であるティロン県におけるカリドンのカリドン男爵に叙された。1797年11月23日、同じくアイルランド貴族であるティロン県におけるカリドンのカリドン子爵に叙された。1800年合同法を強く支持したこともあり、褒賞として1800年12月29日にアイルランド貴族であるティロン県におけるカリドン伯爵に叙された。
1802年3月22日にダブリンのラトランド・スクエア（現パーネル・スクエア）で死去、息子デュ・プレが爵位を継承した。

## 家族
1774年11月28日、アン・クロフォード（Anne Craufurd、1777年12月21日没、ジェームズ・クロフォードの娘）と結婚、1男2女をもうけた。
- メイベラ（Mabella、1775年8月7日 – 1854年3月4日） - 1796年7月5日、第11代ブレイニー男爵アンドルー・ブレイニーと結婚、子供あり[8]
- エリザベス（1776年6月21日 – 1851年） - 生涯未婚[7]
- デュ・プレ（1777年12月14日 – 1839年4月8日） - 第2代カリドン伯爵[1]